# 問問Master Joe
《問問Master Joe》（英語：Ask Master Joe）是香港電視廣播有限公司所製作的兒童資訊節目，於2008年至2013年間的星期六下午播出。

## 節目內容
該節目通常於逢星期六下午4時30分播出，時間約30分鐘。節目內容以科學為主，解答小朋友在生活中遇到的科學疑難，每集有不同的主題，如水的表面張力、聲波、光學等等。在無綫電視官方網站myTV提供60天節目重溫，節目部分內容由兒童科普月刊雜誌《兒童的科學》提供。
節目也會不定時播放最新的科學展覽及相關活動。另外，同學仔遇到科學疑問，可以電郵到askmaster@tvb.com，Master Joe與AI Rabee'a會在節目內作出解答。
節目於2013年11月30日播出第300集，但有關方面已決定於2013年12月28日播映最後一集。

## 背景
在節目情節中，Master Joe（游莨維飾）為一名優秀發明家，他成功製造出多個人工智能機械人（Artificial intelligence，簡稱AI），其中一個便是AI Rabee'a（楊洛婷飾），專責照顧Master Joe的起居飲食。每當小朋友遇上科學疑難，Master Joe會傳送另外兩位AI執行任務，與小朋友一起跟老師做各種科學實驗，透過眾人的思考與實驗證明，幫助小朋友一步步拆解科學問題。
Master Joe幫助同學解答各種科學疑難，甚深歡迎，但引起另外一位神秘天才科學家Professor WHY（Y Pro）羨慕與妒忌，於是提出各種科學問題挑戰Master Joe。雙方更進行三場挑戰賽，最後Master Joe以二對一擊敗Y Pro，結果Y Pro選擇閉關進修，但仍派出機械人幫助同學。Master Joe繼續調查Y Pro的身份與下落，而Y Pro則以 Master Joe粉絲 Ryan（吳業坤飾）的身份出現，並用各種方法轉移調查視線，最後 Y Pro 終於以真面目與 Master Joe見面，表示會盡力爭取同學心目中的地位，繼續與 Master Joe 在科學範疇較量。
後來Master Joe與Y Pro的恩師發明了一套能量石，蘊藏豐富科學資源，恩師希望二人良性競爭，為小朋友帶來更豐富的科學知識，Master Joe與Y Pro的鬥爭，似乎沒完沒了......

## 節目演變
- 早期小朋友一遇到科學疑問，《MJ筆記》便會從天而降，小朋友在《MJ筆記》寫上科學疑問，Master Joe便會派出AI協助小朋友解決問題，但後期已沒有《MJ筆記》的出現。
- 早期《MJ筆記》一出現，部分非主角的小朋友會馬上定格，但後期已沒有這情況再出現。
- 早期每集內容只針對解決同學仔各種科學問題，到了節目中期，開始插入劇情，講述Master Joe與AI一些有趣的性格與相處方式，故事繼續發展至因資源不足，AI機件與程式不斷損耗卻得不到更新，並屢遭「外來惡意程式」破壞，原來是一位自稱Professor WHY的神秘人來挑戰Master Joe。

## 節目的結局
Master Joe、AI Rabee'a及Y-Pro三人受恩師邀請上太空進行研究工作，而一眾AI、Y Pro機器人留在地球繼續生活。

## 備註
- 每集主持會到不同的中小學進行外景拍攝，也邀請到不同教師與科學專家解說實驗過程及各種科學原理。
- 早期外景主持主要由《放學ICU》主持接替演出，但自2009年《放學ICU》改革後，反而起用大量非兒童組藝員參與拍攝。
- 可以用電報機收看。

## 主持
自2009年起，劇情講述Master Joe提升了眾AI的系統，新型AI各有獨特的性格與功能，同時也起用了新稱號。可是因為工作室資源不足，所以各AI的設計並不完美，性格有少許缺憾，間中亦會出現失控情況，不受主人Master Joe所控制。

### Master Joe與AI小隊
| 演員   | 角色                                                                 | 性格 |
| 游莨維 | Master Joe (MJ)                                                      | 出色的科學家，製造多個AI協助進行科學研究 熱心幫助小朋友解答科學問題 認識多位當教師的好朋友 非常貪吃，以 AI Rabee'a 所說其食量比恐龍還要大 一直進行Keep Fit計劃，但未能成功 勝出挑戰賽後，獲邀接受《科學解碼》專訪 在211集表示自己與Y Pro是同門師兄弟關係                                                                                                  |
| 游莨維 | AI Zeta (AI ξ)                                                       | Master Joe稱為最帥的AI，依Master Joe自己的樣子製造出來的AI 性格平穩沉實，易被欺負 首次出場曾被人懷疑是Master Joe自身假扮的 被AI Rabee'a指為十分「奇怪」的AI 沒有獲得其它AI認同是最帥的，一度感到失落 |
| 楊洛婷 | AI之首 AI Rabee'a 飲食健康專員 AI潛能發掘計劃總指揮                  | 專責照顧Master Joe起居飲食的AI 於170集功能得到提升，換上新制服 功能是AI之中曾經是最少的一位，損壞程度達99.999% 經常自誇為最聰明最漂亮的AI 非常喜歡購物 體重最重的AI，因要大量資源傳送出外，故甚少獲派出外執行任務 設有格價系統，用了三年才獲安裝防水裝置 裝有「藝術家功能」，新畫作有「Never Give Up的Master Joe」 編寫《世界AI公約》及《圖解Master Joe》 |
| 羅貫峰 | 「MJ特遣隊」 「獵Y行動組」 前外展隊長 AI Alpha (AI α) （已離開節目） | 功能裝置最齊全的AI 性格好玩好動 經常執勤出動的AI，Master Joe最得力AI之一 外展隊長任務是觀察各AI的損壞程度 非執勤期間行動緩慢，但一任務會加快行動 已設裝置: 尋人系統及衛星定位系統、短途飛行裝置，可以在空中飛行20秒、實驗時間加速系統：即時看到實驗結果、時光倒流裝置、穿透玻璃窗的功能、短暫隱身功能、千面易容功能等 於163集獲升任為外展隊長             |
| 王少萍 | 「MJ特遣隊」 「獵Y行動組」 前外展隊長 AI Jackie （已離開節目）       | 性格急進，輕易發脾氣，設有後備情緒系統 擁有「廚神」功能但不識煮飯，能夠烹調多款美味菜式 於172集獲升任為外展副隊長 設有反跟蹤裝置及追蹤裝置 200集前稱為AI β (AI Beta)，201集起改稱AI Jackie 220集起為外展隊長 |
| 霍健邦 | AI Gamma (AI γ)                                                      | 2009年新出場AI。 |
| 許文翹 | AI Delta (AI δ)                                                      | 2009年新出場AI。 |
| 鄭瑩瑩 | AI Epsilon (AI ε)                                                    | 2009年新出場AI。 |
| 高可慧 | AI Zeta (AI ζ)                                                       | 2009年新出場AI。 |
| 陳佩思 | 「獵Y行動組」 AI Eta (AI η) （已離開節目）                           | 性格慌張，自信不足 曾通過單獨執行任務的考驗，自信心有所提升，但偶然仍有慌張的情況 與AI α最投契 主動更新情報認為AI So比AI ζ帥 於186集獲得身份辨識裝置，可以辨識任何人的名字及生日 於197集獲Master Joe安排上太空執行任務 |
| 謝珊珊 | 前「獵Y行動組」 AI Theta (AI θ) （已離開節目）                       | 原為Master Joe的AI，於194集被發現為Y Pro的臥底 現正式成為Y Pro特務連的成員 參見 Professor WHY 科研特務連 |
| 沈卓盈 | AI Iota (AI ι)                                                       | 最漂亮AI之一 性格較自我清高 Master Joe指是AI Rabee'a之後第二漂亮的AI |
| 蕭徽勇 | AI Lambda (AI λ)                                                     | 性格冒失，經常迷路 變身後往往出現天一半地一半的情況 |
| 謝靜婷 | AI Mu (AI μ)                                                         | 由餘下的舊機件拼湊而成，行動說話十分緩慢 |
| 梁珈詠 | AI Nu (AI ν)                                                         | 2011年新出場AI，性格單純好動直接 認為更新Database任務很沒趣 喜歡看卡通片 |
| 何嘉裕 | AI Pi (AI π) （已離開節目）                                          | 性格較小孩子氣 |
| 李霖恩 | AI Rho (AI ρ)                                                        | 喜歡以數字分析及統計的AI 執勤前必定預期完成任務的成功率 經常被Master Joe用來測試髮型改動，但往往失敗收場 |
| 蓋世寶 | AI Sigma (AI σ)                                                      | 自誇為最聰明的AI，近乎驕傲自大 |
| 蘇晉霆 | AI So 海洋事務專員                                                   | 2011年新出場AI 較喜愛獨來獨往，盡心盡力希望成為最優秀的AI 獲AI η、AI θ認同為最帥的男AI，但Master Joe與AI ν卻不太認同 獲Master Joe裝設AI格言程式，每天根據格言做事 首位(AI Rabee'a 除外)沒有用希臘字母命名的AI |
| 麥皓兒 | AI Joey                                                              | 2011年出場的第三代AI 性格天真活潑，幹勁十足 好奇心極強，曾打開Professor WHY給Master Joe的盒子而被受控制 |
| 張秀文 | 「MJ特遣隊」 外展隊長 AI Sammi                                       | 2011年新出場AI 喜歡自我陶醉 配備「一秒鐘篩選情佈裝置」追查目標人物，其後裝置得到升級 第276集升職為外展隊長 |
| 趙希洛 | 「MJ特遣隊」 AI Candice                                              | 2011年新出場AI，性格甜美善良 |
| 趙希洛 | AI Tau (AI τ)                                                        | 設有中英雙語系統的AI 有收集日常生活的英文單字的習慣 |
| 范彩兒 | AI Jenny （已離開節目）                                              | 2012年新出場AI，於201集起出場 |
| 周奕瑋 | AI Jarvis                                                            | 2012年新出場別注版AI，於202集起出場 MJ工作室清潔大使 於第269集中透露害怕Y-18 |
| 李雪瑩 | AI Crystal                                                           | 2012年新出場AI，於205集起出場 設有「實驗偵查裝置」，能自動探測正在做實驗的同學仔 |
| 陳欣淘 | AI Kerry                                                             | 2012年新出場AI，於207集起出場 MJ甜品專員，綽號：甜絲絲 |
| 黃建東 | AI Derek                                                             | 2012年新出場AI，於211集起出場 喜歡研究奇怪小發明 有智慧，但思慧古怪 設有「音樂家功能」 |
| 梁麗翹 | AI-Nicole                                                            | 2012年新出場AI，於214集起出場 性格單純、入世未深，遇見Y Pro機械人會容易緊張 出產日期：2012年3月10日 疑似喜歡Y-25(原因：第270集末有一鏡頭顯出AI-Nicole對Y-25有依依不捨的眼神) |

### Professor WHY 科研特務連
| 演員   | 角色                         | 性格 |
| 吳業坤 | Professor WHY (Y Pro)        | Master Joe天敵，多次現身挑戰Master Joe 166集起出場的神秘人物 對科學充滿熱誠，非常執著 造型浮誇，身穿螢光青色外套，髮型凌亂斑白 喜歡音樂 於176集挑戰賽被Master Joe擊敗後，閉關進修科學知識 於186集以Master Joe及其AI的「粉絲」Ryan身份出現，隱藏身份 於第189集透過Y 25說已用真正面目出現 設有電話式科學疑問感應系統 經常環遊世界各地，研究及推動環保科學 於第196集正式用真正面目出現 先後於206、210集以Y Pro身份協助同學，深受歡迎 211集情節顯示Y Pro與Master Joe是同門師兄弟關係 正與Master Joe爭奪科學能量石 於初期未知道真面目，配音員為陳永信 |
| 吳業坤 | 超級粉絲Ryan                 | Master Joe天敵，多次現身挑戰Master Joe 166集起出場的神秘人物 對科學充滿熱誠，非常執著 造型浮誇，身穿螢光青色外套，髮型凌亂斑白 喜歡音樂 於176集挑戰賽被Master Joe擊敗後，閉關進修科學知識 於186集以Master Joe及其AI的「粉絲」Ryan身份出現，隱藏身份 於第189集透過Y 25說已用真正面目出現 設有電話式科學疑問感應系統 經常環遊世界各地，研究及推動環保科學 於第196集正式用真正面目出現 先後於206、210集以Y Pro身份協助同學，深受歡迎 211集情節顯示Y Pro與Master Joe是同門師兄弟關係 正與Master Joe爭奪科學能量石 於初期未知道真面目，配音員為陳永信 |
| 陳國峰 | Y Captain (Space Captain)    | 科研特務連隊長 忠心熱血，氣勢凌人，但有時過份執著 於197集指 Y Pro將會派他到宇宙執行任務 |
| 黃耀煌 | Y-08                         | 性格較羞澀 203集起出場 |
| 駱胤鳴 | Y-18                         | 表面和善，內在性格有時不一 擅長彈結他唱歌 喜歡音樂 喜歡AI Jarvis |
| 羅孝勇 | Y-25                         | 手上的資料庫有隱藏功能 曾經被懷疑是Y Pro. 人類的身份是 Mr. Sheldon |
| 羅孝勇 | Mr Sheldon                   | 手上的資料庫有隱藏功能 曾經被懷疑是Y Pro. 人類的身份是 Mr. Sheldon |
| 李興華 | Y-28                         | Y Pro最聰明的手下 能巧妙避開AI追蹤 有紳士風度，大方有禮，略帶囂張 對Y Pro忠肝義膽 |
| 吳雲甫 | Y-38                         | 和平大使，專責緩和與MJ小隊的關係 204集起出場 |
| 趙希洛 | Y-48                         | Y Pro首個出場的手下，系統抄襲至AI Candice 性格沉默高傲，拒人千里 曾假扮AI Candice欺騙眾人 |
| 陳偉洪 | Y-58                         | 207集起出場 Y Pro甜品專員，綽號：甜爺爺 |
| 潘曉彤 | Y-SB (Y So Beautiful)        | 208集起出場 Y Pro.的儀容及外觀管理專員 出產日期：2012年2月9日 |
| 謝珊珊 | Y Theta (Y-θ) （已離開節目） | 原為Master Joe的AI，於194集被發現為Y Pro的臥底 於197集起為Y Pro特務連的成員，外派小隊的指揮官 性格樂天好玩 喜歡音樂，設有「音樂家功能」，創作了新歌「Fat Fat Master Joe」，雖得到眾AI及同學支持，但Master Joe不認同 設有「Post王」功能，經常耍帥Chok樣 新設無障礙動物讀心術 非常認同AI So為最帥的AI，期待與AI So一起執行任務 曾在AI小隊期望獲升職為隊長 |
| 林秀怡 | Y-Zero                       | 第273集首次登場 環保大使，是Y Pro以最輕物料製成的新機械人 經常自行啟動休眠模式以節省電力 |
| 魏焌皓 | Y-SS                         | 第278集首次登場 Y Pro的健康管理專員，所以常常利用舉啞鈴檢查手部機件 為目前最帥的Y Pro機械人 性格外冷內熱，表情不多 |

### 其他角色
| 演員   | 角色                   | 性格 |
| ／     | 恩師                   | 211集Master Joe口述人物 為Master Joe與Y Pro同門恩師 超過三千名學生，分佈世界各地 發明了能量石，蘊藏豐富科學資料 希望Master Joe與Y Pro良性競爭 |
| ／     | 大師兄                 | 科學出版刊物《科學解碼》總編輯 記者Miu曾在178集提及的人物                                                                                     |
| 高可慧 | 記者Miu （已離開節目） | 科學出版刊物《科學解碼》記者，對科學知識認知不少 第177集出場人物 第177、178集專訪Master Joe及AI 第188集專訪 Y 18，並得到線報發現 Y Pro身份    |
| 羅欣羚 | Agent L                | 恩師製造的機械人，SIB(科學調查科)隊員 性格嚴謹正直 任務：負責記錄各人的工作情況，只會聽從恩師的指令                                           |
| 譚坤倫 | 記者Alan/Agent A       | 恩師製造的機械人，SIB(科學調查科)隊員 暗藏身份為科學出版刊物《科學解碼》記者 第237集首次出場                                                  |
| 林穎彤 | 記者Bella              | 科學出版刊物《科學解碼》記者 |

2009年前AI所用的稱號
- 羅貫峰/蓋世寶/謝珊珊/高可慧  飾 AI II
- 王少萍/謝珊珊/蕭徽勇/陳佩思/鄭瑩瑩  飾 AI III
- 沈卓盈/蓋世寶/蕭徽勇 飾 AI IV
- 許文翹/陳佩思飾 AI V
- 謝珊珊/蕭徽勇/何嘉裕 飾 AI VI
- 李霖恩 飾 AI P

## 每集主題

### 2008年
- 第01集：水面張力
- 第02集：聲音的傳播原理^
- 第03集：空氣有重量嗎？^
- 第04集：無形的風
- 第05集：探索光的折射原理^
- 第06集：日月如鐘
- 第07集：熱的傳播^
- 第08集：槓桿原理
- 第09集：氣流運動
- 第10集：水的毛細現象
- 第11集：微小世界
- 第12集：鏡子魔法箱
- 第13集：電從哪裏來
- 第14集：認識太陽能
- 第15集：混沌理論
- 第16集：過濾
- 第17集：動力火箭
- 第18集：輪子的功用(1)
- 第19集：顏色
- 第20集：磁化與磁力連鎖反應^
- 第21集：定滑輪與動滑輪^
- 第22集：牛頓第三定律作用力及反作用力^
- 第23集：食物的科學^
- 第24集：日蝕、月蝕與八大行星^
- 第25集：白天可以看到星星嗎？^
- 第26集：外星人與宇宙之謎^
- 第27集：寶石結晶^
- 第28集：指南針及活字印刷術^
- 第29集：金屬探測器與套取指紋方法^
- 第30集：燃燒三角與滅火工具^
- 第31集：鹽水與冰水的關係^
- 第32集：環保
- 第33集：潛水艇
- 第34集：運動的科學
- 第35集：再造紙
- 第36集：傾斜與重心
- 第37集：酸和鹼
- 第38集：視覺的謊言
- 第39集：鐵人競賽
- 第40集：能量轉換
- 第41集：靜電
- 第42集：認識紫外線
- 第43集：地震
- 第44集：機械人

備註：「^」為myTV SUPER標題，未必為原有標題

### 2009年
- 第45集：氣候的變化
- 第46集：循環再用
- 第47集：冰晶
- 第48集：發掘文物
- 第49集：神奇的紙
- 第50集：望遠鏡
- 第51集：蒸發了的水到哪裡去
- 第52集：大氣壓力
- 第53集：火箭
- 第54集：地心吸力
- 第55集：蠟燭
- 第56集：化學反應
- 第57集：過山車令人興奮的來源
- 第58集：齒輪
- 第59集：颱風的成因
- 第60集：風力發現
- 第61集：人類的呼吸
- 第62集：認識細菌
- 第63集：溫室的結構
- 第64集：物質的形態
- 第65集：人類的骨骼和肌肉
- 第66集：均衡飲食
- 第67集：運動衣著的重要
- 第68集：物質分解
- 第69集：建築的力學
- 第70集：水的壓力
- 第71集：日蝕
- 第72集：熱的膨脹
- 第73集：為甚麼船能行駛
- 第74集：浮力與比重
- 第75集：蔬果發電
- 第76集：壓縮空氣的力量
- 第77集：物體的慣性
- 第78集：摩擦力
- 第79集：不自覺的身體
- 第80集：空氣阻力
- 第81集：秘密信息
- 第82集：氣壓
- 第83集：月亮
- 第84集：二氧化碳
- 第85集：飲食的科學
- 第86集：飛機及飛行原理
- 第87集：科學魔術
- 第88集：水的對流
- 第89集：空氣的流動
- 第90集：光的折射
- 第91集：科學遊戲
- 第92集：虹吸現象
- 第93集：氫氣
- 第94集：浮和沉
- 第95集：玩具的科學

### 2010年
- 第96集：穩固的結構
- 第97集：光纖
- 第98集：智能家居
- 第99集：靜電
- 第100集：新年的科學
- 第101集：紅外線
- 第102集：光的反射
- 第103集：大氣壓強與水
- 第104集：磁鐵和磁場
- 第105集：奇妙的水
- 第106集：能量轉換
- 第107集：動畫
- 第108集：水的科學
- 第109集：轉動的摩天輪
- 第110集：物體的重心
- 第111集：樂器
- 第112集：生活中的科學
- 第113集：雲
- 第114集：噴霧的科學
- 第115集：高、低氣壓
- 第116集：蠟燭的科學
- 第117集：水的特性
- 第118集：視覺的錯覺
- 第119集：牛頓第三運動定律
- 第120集：認識摩擦力
- 第121集：液體的內聚力與附著力
- 第122集：影子
- 第123集：火山爆發
- 第124集：熱的傳遞
- 第125集：清潔的科學
- 第126集：水的滲透
- 第127集：壓強分散
- 第128集：雞蛋的科學
- 第129集：磁浮列車
- 第130集：槓桿原理
- 第131集：除塵紙的原理（靜電）
- 第132集：空氣特性
- 第133集：能量
- 第134集：秘密訊息（隱形墨水）
- 第135集：太陽的秘密
- 第136集：行星
- 第137集：宇宙的秘密（恆星與黑洞）
- 第138集：電能
- 第139集：浮力
- 第140集：人體結構（肺活量、流汗、食物消化）
- 第141集：重力
- 第142集：霧
- 第143集：汽車的原理
- 第144集：聲音的傳遞
- 第145集：滑輪
- 第146集：圓周運動
- 第147集：冷與熱

### 2011年
- 第148集：冰的熔點
- 第149集：紙火鍋
- 第150集：醋
- 第151集：燃燒
- 第152集：魔術與科學
- 第153集：大氣壓強與虹吸現象
- 第154集：眼睛看世界
- 第155集：乾冰的科學
- 第156集：刺激與反應
- 第157集：拉鍊的科學 + 香港科學園 -虛擬滑翔機
- 第158集：油與脂肪 + 香港科學園 -腦力集中營
- 第159集：動能與位能 + 香港科學園 -互動歷奇
- 第160集：光學幻象（折射與反射）+ 香港科學園 -發電舞動台
- 第161集：顏色的科學 + 香港科學園 -夢幻音樂氈
- 第162集：檸檬之科學
- 第163集：鹽的科學 + 香港科學園 -壓力彈球
- 第164集：月亮之謎
- 第165集：地震和海嘯
- 第166集：交通燈的科學 (Y Pro現身)
- 第167集：蛋糕的科學
- 第168集：平衝遊戲
- 第169集：電的科學 及 香港科學館愛因斯坦展覽
- 第170集：船的科學 + 光電效應與布朗運動
- 第171集：壓強與浮力 + 狹義相對論 （科學任務）
- 第172集：科學小煮意（溫泉蛋與果凍）+ 廣義相對論
- 第173集：Y Pro.的挑戰書（大氣壓強）+  香港科學館環保廊展覽
- 第174集：MJ VS Y Pro. Round 1挑戰賽（電與磁的科學）
- 第175集：MJ VS Y Pro. Round 2挑戰賽（酸雨、臭氧洞）+ 香港科學館環保廊展覽
- 第176集：MJ VS Y Pro. 最後對決（保護玻璃之心）
- 第177集：吸水大法
- 第178集：紙張纖維 + 香港科學館環保廊展覽
- 第179集：科學嘉年華 + 香港科學館環保廊展覽
- 第180集：形狀大學問
- 第181集：古代戰略科學 + 香港科學館環保廊展覽
- 第182集：水壓的力量
- 第183集：打破視覺謊言 + 香港科學館環保廊展覽
- 第184集：突破極限 + 香港科學館南極展覽
- 第185集：一飛沖天 + 香港科學館耕作展覽
- 第186集：奇妙浮沉子
- 第187集：風起雲湧 + 香港天文台
- 第188集：Singing in the rain + 香港天文台
- 第189集：光學原理 + 香港天文台
- 第190集：最強浴劑 + 香港天文台
- 第191集：視覺特技 + 香港天文台
- 第192集：牛頓運動三大定律 + 香港天文台
- 第193集：靜電。啟動
- 第194集：保溫大行動 + 香港太空館
- 第195集：從容倒立 Vs. 科學Matching Game + 香港太空館
- 第196集：解開Y Pro身份之謎
- 第197集：浩瀚的宇宙 + 香港太空館
- 第198集：科學的奧妙藝術
- 第199集：科學小煮意（聖誕篇）+ 香港太空館
- 第200集：科學表演

### 2012年
- 第201集：與阿基米德做朋友 + 香港太空館
- 第202集：輕鬆清潔有妙法 + 香港太空館
- 第203集：行運一條龍
- 第204集：科學小把戲 + 香港太空館
- 第205集：肥皂世界 + 香港太空館
- 第206集：Y Pro又來了 + 香港海洋公園
- 第207集：甜味鬥一番 + 香港海洋公園
- 第208集：淨化渾水 + 香港科學館
- 第209集：MJ、Y Pro.玩轉舞台 + 香港海洋公園
- 第210集：Y Pro.再三來了 (槓桿原理) + 香港海洋公園
- 第211集：奇幻電「源」
- 第212集：風中奇「源」
- 第213集：氣勢用不「源」
- 第214集：光「源」魔法
- 第215集：火「源」
- 第216集：生命之「源」
- 第217集：聲「源」
- 第218集：救救地球
- 第219集：色識相關
- 第220集：太陽消失了
- 第221集：科學動物園
- 第222集：那些年，一起玩過的玩具
- 第223集：科學小玩意
- 第224集：堅強的雞蛋[4]
- 第225集：恩師的禮物？
- 第226集：人體的結構
- 第227集：人能受多少刺激？
- 第228集：食物嘉年華
- 第229集：科學探案
- 第230集：小小科學電影
- 第231集：MJ工作室軼事
- 第232集：「科學解碼」邀請賽[5]
- 第233集：專訪Y Pro
- 第234集：環保科學
- 第235集：一個硬幣成就一個夢想
- 第236集：科學闖蕩 + 香港科學園
- 第237集：科學微電影
- 第238集：科學導賞團
- 第239集：傳統玩意
- 第240集：《科學解碼》運動會
- 第241集：相聚太陽館 + 太陽館
- 第242集：清潔特工隊
- 第243集：秘密突擊訓練
- 第244集：火山爆發了
- 第245集：誰能被溶解？
- 第246集：科學雜技團
- 第247集：鉛筆奇案錄
- 第248集：化學作用
- 第249集：攤位遊戲科學
- 第250集：相聚鏡子裡的世界 + 香港科學館
- 第251集：聖誕嘉年華
- 第252集：冬天的科學

### 2013年
- 第253集：MJ消失了
- 第254集：尋找MJ的故事
- 第255集：真相大白
- 第256集：新年科學嘉年華
- 第257集：大掃除行動
- 第258集：科學慶新春
- 第259集：科學時間之旅
- 第260集：元宵佳節的科學
- 第261集：恩師的考驗
- 第262集：視覺錯覺
- 第263集：科學起動跑
- 第264集：眼見未為實
- 第265集：科學新計劃
- 第266集：我最喜愛AI或機械人選舉
- 第267集：科學食堂
- 第268集：才藝嘉年華
- 第269集：逃避現實
- 第270集：AI的考驗
- 第271集：力的表現
- 第272集：物質的變化
- 第273集：Y-Zero登場
- 第274集：分析Y Pro的專長及弱點
- 第275集：「我最喜愛AI/機械人選舉」結果公佈
- 第276集：資料外洩了？
- 第277集：雞蛋與檸檬
- 第278集：重心的藝術
- 第279集：搗蛋的Y-18
- 第280集：空氣的特性
- 第281集：「紙」上談科學
- 第282集：恩師的考驗
- 第283集：藝術的科學
- 第284集：空氣的實驗[6]
- 第285集：空氣的「吸力」
- 第286集：空氣的阻力
- 第287集：水的附著力
- 第288集：磁力小遊戲
- 第289集：兩雄對決
- 第290集：人體的奧秘
- 第291集：蠟燭的科學
- 第292集：摩擦力
- 第293集：挑戰賽第三回合（重心）
- 第294集：攤位遊戲的科學
- 第295集：挑戰賽最終回
- 第296集：水的遊戲
- 第297集：Y Pro藝術展
- 第298集：訪問套口風（保暖）
- 第299集：海陸空大作戰
- 第300集：第300次出動
- 第301集：太空計劃
- 第302集：冬天的科學
- 第303集：聖誕的科學
- 第304集：眼看未為真

## 記事
1. 游莨維於2013年11月15日下午3時48分發出之微博. [2013-11-16]. （原始內容存檔於2017-03-05）.。
「Master Joe」游莨維升呢為人父　倒數3個月迎接BB [永久失效連結]。
2.游莨維工潮表態未遭雪藏. [2018-04-20]. （原始內容存檔於2018-04-08）.
3.本集於2008年8月9日、16及23播出，但由於直播[2008北京奧運，上午直擊]期間，本集提早至09:00-09:30播出。
4.本集於2009年8月8日、15及22播出，但由於直播[2009 super junior K-Pop奧運，上午直線]期間，本集提早至09:00-09:30播出。
5.本集於2012年6月16日播出，但由於播映神舟九號升空的相關新聞，本集順延至16:50-17:20播出。
6.本集於2012年8月11日播出，但由於16:00-17:35播映《全港歡迎神舟九號載人航天代表團大匯演》，本集提早至13:15-13:45播出。
7.本集於2013年8月10日播出，但由於13:15-17:30播映《屈臣氏FIVB世界女排大獎賽 - 香港2013》，本集提早至10:15-10:45播出。

## 外部連結
- 無綫電視節目網頁 - 問問Master Joe（页面存档备份，存于）
- MyTV《問問Master Joe》重溫

## 電視節目的變遷
| 香港無綫電視翡翠台 星期六 16:30-17:00 時段   | 香港無綫電視翡翠台 星期六 16:30-17:00 時段 | 香港無綫電視翡翠台 星期六 16:30-17:00 時段 |
| -------------------------------------------- | ------------------------------------------ | ------------------------------------------ |
|                                              | 問問Master Joe （2008.02.23 - 2013.12.28） |                                            |
| DaDaDeDe精靈樂園 （2004.10.30 - 2008.02.16） | 智激校園 （2014.01.04 - 2015.01.10）       |                                            |

| 香港無綫電視翡翠台 星期日 10:30-11:00 時段 · 2020年7月12日、11月22日 · 2021年2月14日、3月14日、4月4日、4月11日、7月25日至8月8日、11月21日及12月26日暫停播映 | 香港無綫電視翡翠台 星期日 10:30-11:00 時段 · 2020年7月12日、11月22日 · 2021年2月14日、3月14日、4月4日、4月11日、7月25日至8月8日、11月21日及12月26日暫停播映 | 香港無綫電視翡翠台 星期日 10:30-11:00 時段 · 2020年7月12日、11月22日 · 2021年2月14日、3月14日、4月4日、4月11日、7月25日至8月8日、11月21日及12月26日暫停播映 |
| --- | --- | --- |
| | 問問Master Joe 重播 （2020年4月19日 - 2025年1月12日） | |
| 精伶童學會 重播 （2020年2月16日 - 4月12日） | LET'S CAMP! 露營少女 第三季（含OVA） （2025年1月19日 - 4月13日）                                                                                            | |